# Moskvas Jernbaner
Moskvas Jernbaner (russisk: Московская железная дорога, tr. Moskovskaja zjeleznaja doroga) er et datterselskab af Ruslands Jernbaner.
I 2009 havde Moskvas Jernbaner omkring 73.600 ansatte., hovedkontoret ligger på Komsomolskajatorvet. Moskvas Jernbaner håndterer jernbanetjenester i store dele af Centralrusland, inklusive Moskva og Moskva oblast (alle jernbaner udover jernbanen til Sankt Petersborg, der forvaltes af Oktjabrskaja-jernbanen (dansk: ~ Oktober-jernbanen),Smolensk, Vladimir, Rjasan, Tula, Kaluga, Brjansk, Orjol, Lipetsk og Kursk oblast.

## Banegårde
Moskvas Jernbaner har 9 banegåde og flere stationer til passagertransport, tre af banegårdene, Kazanskij, Leningradskij og Jaroslavskij, ligger på Komsomolskajatorvet, hvor også Kalantjovskaja station og Komsomolskaja metrostation ligger:
- Belorusskij banegård
- Kazanskij banegård
- Leningradskij banegård
- Kijevskij banegård
- Kurskij banegård
- Paveletskij banegård
- Rizjskij banegård
- Savjolovskij banegård
- Jaroslavskij banegård

## Galleri
- Linjekort over Moskvas Jernbaner (2007)
- Kíevskij rangerbanegård